# Cappella dell'Annunziata (Casalino)
La Cappella dell'Annunziata di Casalino, in provincia di Novara, rappresenta la parte superstite dell'antica chiesa parrocchiale.

## Descrizione
Nel settembre 1995 sono venuti alla luce due cicli di affreschi disposti su due registri: registro superiore e registro inferiore.
Nel registro superiore troviamo quattro riquadri di circa 150 cm di altezza: nel primo è raffigurato San Sebastiano; nel secondo una Crocifissione con la Vergine Maria, Maria Salomè e Maria di Cleofa. Il terzo presenta la Madonna in trono che allatta il Bambino al seno. La quarta rappresenta un'Assunzione attorniata dai 12 apostoli.
Nel registro inferiore troviamo quattro grandi riquadri: nel primo a sinistra c'è Santa Marta, che regge un libro e il secchiello dell'acqua santa. Marta giunta in Provenza con il fratello avrebbe sconfitto, cospargendo di acqua benedetta, un grande drago, la Tarasca, che incuteva timore alla popolazione di Arles e di Avignone. Nei riquadri successivi troviamo Santo Stefano; nel terzo San Bernardino da Siena e l'ultimo rappresenta San Giovanni Battista.
Infine, sulla parete est, sono visibili laceri di pittura con una croce e i simboli della Passione.